# Rosnay-l’Hôpital
Rosnay-l’Hôpital – miejscowość i gmina we Francji, w regionie Grand Est, w departamencie Aube.
Według danych na rok 1990 gminę zamieszkiwało 215 osób, a gęstość zaludnienia wynosiła 17 osób/km².

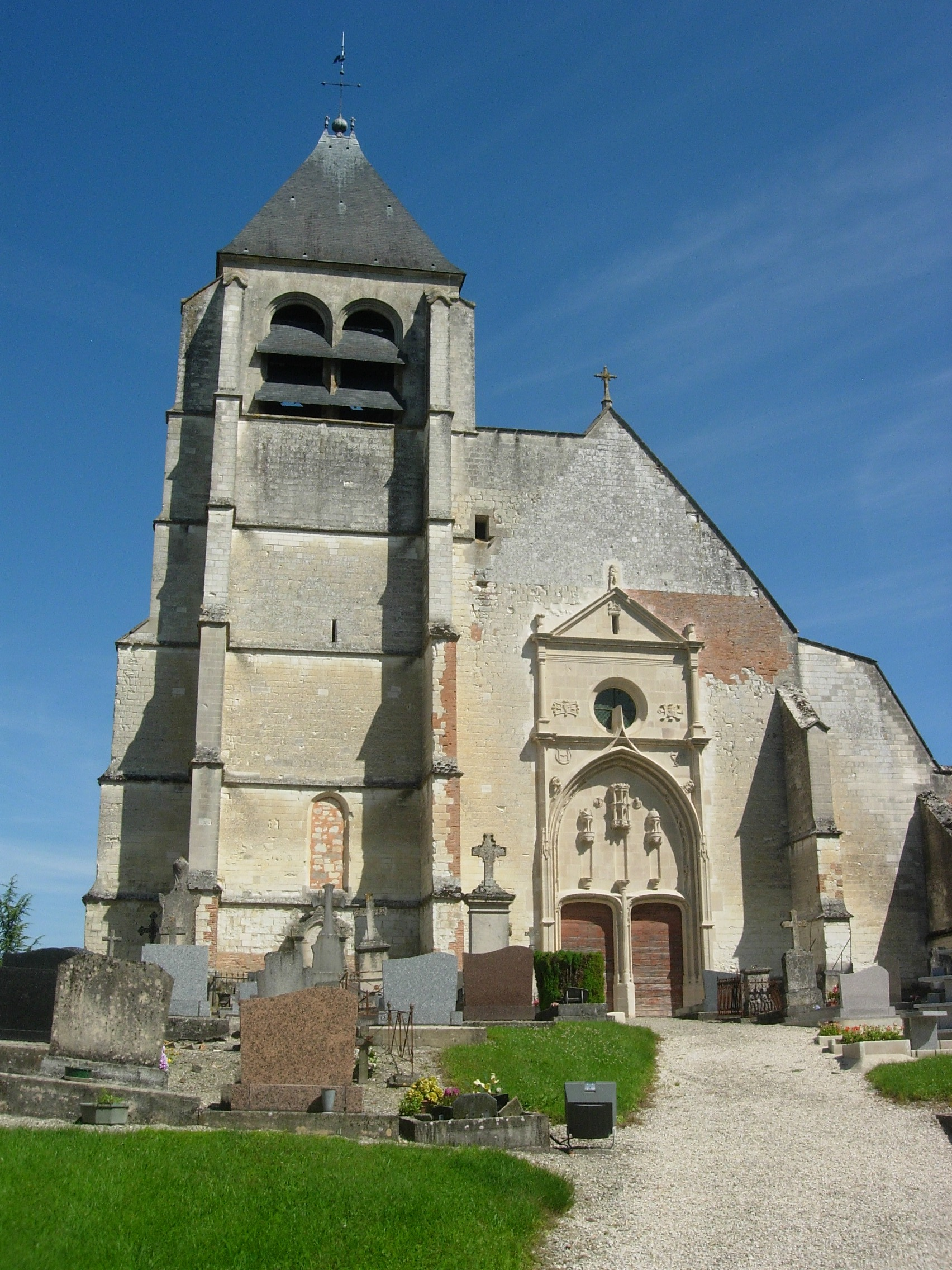
Kościół w Rosnay-l’Hôpital, 2011